# Lamezia rosso
Il Lamezia rosso è un vino DOC la cui produzione è consentita nella provincia di Catanzaro.

## Caratteristiche organolettiche
- colore: cerasuolo più o meno intenso, tendente al rubino carico con l'invecchiamento
- odore: gradevole, delicatamente vinoso, talvolta fruttato
- sapore: asciutto, di giusto corpo, armonico, talvolta morbido

## Abbinamenti consigliati
pasta e fave, linguine al pomodoro, formaggi semiduri.

## Produzione
Provincia, stagione, volume in ettolitri
-vitigni: nerello mascalese e/o nerello cappuccio (30-50%), gaglioppo e/o magliocco (25-35%), greco e/o marsigliana (25-35%)
- nessun dato disponibile